# Wilhelm Michael Treichlinger
Wilhelm Michael Treichlinger (geboren 12. Mai 1902 in Wien, Österreich-Ungarn; gestorben 11. Dezember 1973 in Zürich) war ein österreichischer Schriftsteller und Übersetzer.

## Leben
Wilhelm Treichlinger erhielt Schauspielunterricht bei Ernst Arndt und studierte an der Universität Wien, an der er 1926 mit einer Dissertation über Johann Ludwig Deinhardstein promoviert wurde.
1927/28 besuchte er Eduard Josef Wimmer-Wisgrills Modeklasse an der Wiener Kunstgewerbeschule und war Bühnenbildner und Schauspieler an der „Bühne der Jungen“ in Wien.
Er arbeitete ab 1929 als Kostümbildner und zeitweise Abendspielleiter bei Max Reinhardt am Deutschen Theater in Berlin, von ihm stammten die Kostümentwürfe für die Uraufführung von Carl Zuckmayers Der Hauptmann von Köpenick.
Anfang 1932 führte er als Gast Regie am Stadttheater Basel, in der Spielzeit 1932/33 wurde er dort als Regisseur für Oper und Schauspiel engagiert. Er inszenierte eine Reihe Schauspiele und Opern und trat in kleineren Rollen auch selbst auf. Nach der Machtübergabe an die Nationalsozialisten 1933 kehrte er nicht mehr nach Deutschland zurück, sondern ging nach Wien. Nach dem Anschluss Österreichs floh er im September 1938 in die Schweiz. Am Schauspielhaus Zürich wurde am 14. November 1942 unter der Regie von Leonard Steckel seine Komödie Göttin, versuche die Menschen nicht! uraufgeführt.
1945 wirkte er mit im „Vorbereitenden Komitee österreichischer Künstler für das befreite Österreich“. Nach 1945 hatte er einen Lehrauftrag für Japanisch an der Universität Zürich.
Treichlinger schrieb für das Theater und für das Radio. Er gab zahlreiche Kochkunstführer und Bücher zu kulturgeschichtlichen Themen heraus. Mit Richard Schweizer schrieb er an den Drehbüchern zu den Filmen Die Vier im Jeep und Heidi. Treichlinger verfasste die Libretti zu Mark Lothars Opern Münchhausen, uraufgeführt 1933 in Dresden, und Rappelkopf, nach Ferdinand Raimunds Der Alpenkönig und der Menschenfeind uraufgeführt 1958 in München.
Treichlinger übersetzte aus dem Englischen Arthur Koestlers Die Nachtwandler und aus dem Französischen Jean Giraudoux’ Theaterstücke Die Irre von Chaillot und Kein Krieg in Troja. Er übersetzte ferner aus dem Japanischen, Chinesischen und Arabischen.

## Schriften (Auswahl)
- (Hrsg.): Abschiedsbriefe. Wien : Zsolnay, 1934
- Göttin, versuche die Menschen nicht! : Komödie in 3 Akten. Bühnenmanuskript, 1946
- Shu ist jagen gegangen : Chinesische Gedichte aus dem Schi-King. Übertragen von W. M. Treichlinger. Zürich : Arche, 1948
- (Hrsg.): Die Grossen und die Kleinen : Tagebuchaufzeichnungen, Augenzeugenberichte und Briefe. Zürich : Pan, 1949
- (Hrsg.): Der talentlose Goethe : Meinungen der Goethe-Gegner. Zürich : Pan, 1949
- (Hrsg.): Okkulte Erlebnisse berühmter Frauen und Männer.  Stuttgart : Hatje, 1950
- Japanische Spruchweisheit : 330 japanische Sprichwörter. Ausgewählt und aus dem Japanischen übersetzt von W. M. Treichlinger. Stuttgart : Hatje, 1950
- Die schönsten Tiermärchen der Weltliteratur. Gesammelt und zum Teil neu erzählt von W. M. Treichlinger. Federzeichnungen  Harriet Klaiber. St. Gallen : Zollikofer, 1950
- (Hrsg.): Auf singet ihr Hirten : Alte Weihnachtslieder. Zürich : Pan, 1950
- (Hrsg.): Aus der Urzeit des Luftschiffs : Eine Sammlung. Zürich : Pan, 1951
- mit Richard Schweizer: Palace-Hotel : Eine Filmerzählung. Zürich : Europa, 1952
- Wohl ist ihr und auch mir : Eine Sammlung von Grabschriften. Zeichnungen Rolf Lehmann. Zürich : Sanssouci, 1955
- Chinesische Spruchweisheit : 330 chines. Sprichwörter. Ausgewählt und aus dem Chinesischen übersetzt von W. M. Treichlinger. Zürich : Die Arche, 1956
- China bittet zu Tisch : 110 Spazierwege zu einer fremden Küche.  Zürich : Sanssouci, 1956
- Spanien bittet zu Tisch : 125 Spazierwege zu einer fremden Küche.  Zürich : Sanssouci, 1957
- Kleine Kaffe-Visite : Geschichte – Anekdoten – Rezepte.  Zürich : Sanssouci, 1960
- Alt Österreich bittet zu Tisch : Aus dem Kochbuch meiner Mütter.  Zürich : Sanssouci, 1960
- Skandinavien bittet zu Tisch : Ein Kochbuch mit über 100 Rezepten.  Zürich : Sanssouci, 1962
- Die Provence bittet zu Tisch : Eine gastronomische Entdeckungsreise mit über 100 provenzalischen Rezepten. Zürich : Sanssouci, 1962
- Alexander Dumas, der ältere, bittet zu Tisch : Worte, Rezepte und Geschichten eines grossen Mannes. Zürich : Sanssouci, 1963
- Japan bittet zu Tisch : Ein Kochbuch mit über 80 Rezepten. Zürich : Sanssouci, 1964
- Der lieblichste aller Tränke : Aus der Kulturgeschichte der Schokolade. Mit Anekdoten, Rezepten und einer Zeittafel. Zürich : Sanssouci, 1965
- Der Orient bittet zu Tisch : Kulinar. Traumreise mit 110 Rezepten. Zürich : Sanssouci, 1966
- Erste Liebe. Zürich : Sanssouci, 1968
- Das Geld : Seine Geschichte in Geschichten. Salzburg : Residenz, 1968
- "Es grüßt und liebt dich ..." : Ein Liebesbriefsteller. Zürich : Sanssouci, 1969